# David Newman (kompositör)
David Newman, född 11 mars 1954 i Los Angeles, Kalifornien, är en amerikansk kompositör av framför allt filmmusik. Han är son till kompositören Alfred Newman och bror till Thomas Newman.
Newman nominerades 1998 till en Oscar för sitt arbete med Anastasia.

## Filmografi (urval)
- 1986 – Critters
- 1987 – Den modiga brödrostens äventyr
- 1987 – Släng morsan av tåget
- 1988 – Häxor, läxor och dödliga lektioner
- 1989 – Bill & Teds galna äventyr
- 1989 – Den vilda jakten på lyckan
- 1990 – Fire Birds
- 1990 – Farbror Joakim och Knattarna i jakten på den försvunna lampan
- 1991 – Bill & Teds galna mardrömsresa
- 1992 – Mästarna
- 1992 – Smekmånad i Las Vegas
- 1993 – Scottys sommar
- 1993 – Coneheads
- 1994 – Farsa på låtsas
- 1994 – Familjen Flinta
- 1994 – I Love Trouble
- 1995 – Med eller utan killar
- 1996 – Den galna professorn
- 1996 – Fantomen
- 1996 – Klappjakten
- 1996 – Matilda
- 1997 – Anastasia
- 1999 – Never Been Kissed
- 1999 – Knubbigt regn
- 1999 – Brokedown Palace
- 1999 – Galaxy Quest
- 2000 – 102 dalmatiner
- 2000 – Den galna professorn 2 – Klumps
- 2000 – Djävulen och jag
- 2000 – Duets
- 2000 – Familjen Flinta i Viva Rock Vegas
- 2001 – Farlig intrig
- 2002 – Ice Age
- 2002 – Life or Something Like It
- 2002 – Scooby Doo
- 2003 – Hur man blir av med en kille på 10 dagar
- 2003 – Dagispapporna
- 2003 – Duplex
- 2004 – Scooby Doo 2 – Monstren är lösa
- 2005 – Are We There Yet?
- 2005 – Man of the House
- 2005 – Monster till svärmor
- 2005 – Serenity
- 2007 – Norbit
- 2009 – Min stora feta grekiska semester
- 2010 – Savannens hjältar
- 2011 – Big Mommas: Sådan far, sådan son
- 2014 – Fem trappor upp
- 2021 – West Side Story